# Abraxas comminuta
Abraxas comminuta är en fjärilsart som beskrevs av W. Warren 1899. Abraxas comminuta ingår i släktet Abraxas och familjen mätare. Inga underarter finns listade i Catalogue of Life.